# 安德烈斯·奥罗斯
安德烈斯·奥罗斯（西班牙語：Andrés Oroz，1980年8月2日—），智利男子足球运动员，司职中场。他曾入选2000年夏季奥林匹克运动会智利男子足球队名单，但并未上场参赛。